# ギンポ
ギンポ（銀宝）は、スズキ目に属する海水魚。
狭義には、スズキ目ニシキギンポ科ニシキギンポ属の一種 Pholis nebulosa の標準和名。

## 名称
別名、ウミドジョウ（海泥鰌）、カミソリ（剃刀）など。
ギンポの語源ははっきりしないが、江戸時代の銀貨である丁銀に似ているからとも言われる。
ギンポと訳されることが多い英語の gunnel は、ニシキギンポ科の総称である。

## 分布
日本列島では北海道南部から高知県・長崎県までにかけての浅瀬や浅海に生息する。

## 特徴
全長約20センチメートル。体は細長く、強い側扁（左右に狭い）。
体が入る程度の大きさの穴に巣を作るが、自分で穴を開けることはできず、珊瑚に貝類が開けた穴や、空き缶などを利用する。

## 利用
食用になる。
江戸前の天ぷらのネタとして使われる。

## 広義のギンポ
広義には、スズキ目アサヒギンポ科・イソギンポ科・コケギンポ科・トビギンポ科・ニシキギンポ科・ヘビギンポ科・ベラギンポ科の総称。世界中の広い範囲に生息する。

## ニシキギンポ科

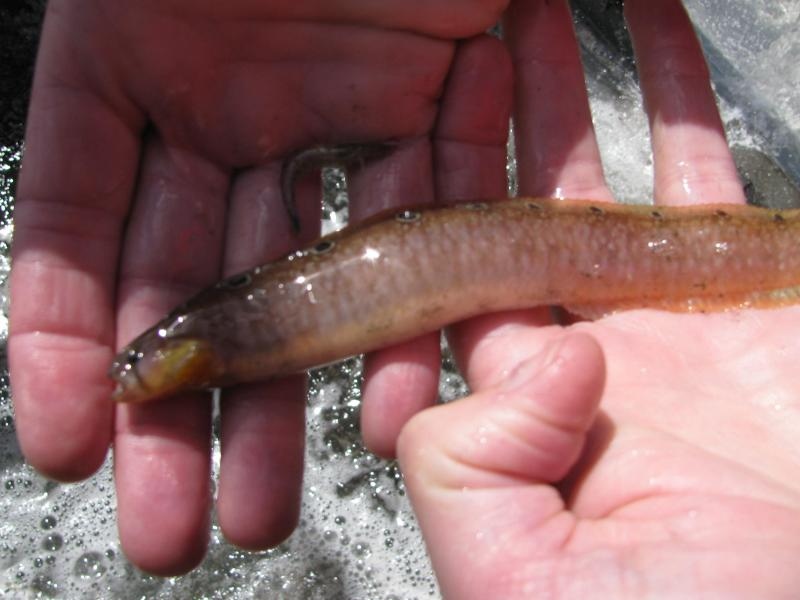

ニシキギンポ科 Pholidae は3属15種で構成される。背鰭は臀鰭のおよそ2倍の長さがあり、棘条が発達する。胸鰭は小さく退化的で、腹鰭も多くの種類で矮小化、あるいは欠いている。吻から肛門までの距離は、尾鰭から肛門までの距離よりも長い。肋骨をもたない。側線はないか、あっても短い。親魚が卵を守る習性がある。
- Apodichthys 属 Girard, 1854 は3種。体色はほぼ単色である。
  - Penpoint gunnel, A. flavidus Girard, 1854
  - Rockweed gunnel, A. fucorum Jordan & Gilbert, 1880
  - Kelp gunnel, A. sanctaerosae (Gilbert & Starks, 1897)

- ニシキギンポ属 Pholis Scopoli, 1777 (Butterfish) (Rock gunnel) は11種。色彩に富む種類が多い。
  - Longfin gunnel, P. clemensi Rosenblatt, 1964.
  - P. crassispina (Temminck & Schlegel, 1845). タケギンポ
  - P. fangi (Wang & Wang, 1935).
  - Banded gunnel, P. fasciata (Bloch & Schneider, 1801). ヒモギンポ
  - Rock gunnel, P. gunnellus (Linnaeus, 1758).
  - Crescent gunnel, P. laeta (Cope, 1873).
  - P. nea Peden & Hughes, 1984.
  - Tidepool gunnel, P. nebulosa (Temminck & Schlegel, 1845). ギンポ
  - Saddleback gunnel, P. ornata (Girard, 1854). アヤギンポ
  - P. picta (Kner, 1868). ニシキギンポ
  - Red gunnel, P. schultzi Schultz, 1931.

- ハコダテギンポ属 Rhodymenichthys Jordan and Evermann, 1896
  - Stippled gunnel, R. dolichogaster (Pallas, 1814). ハコダテギンポ